# Genidens machadoi
Genidens machadoi és una espècie de peix de la família dels àrids i de l'ordre dels siluriformes.

## Hàbitat
És un peix d'aigua dolça i de clima tropical.

## Distribució geogràfica
Es troba a Sud-amèrica: rius costaners de l'Atlàntic sud entre Rio de Janeiro (Brasil) i l'Argentina.